# Pierre-Jacques Cazes

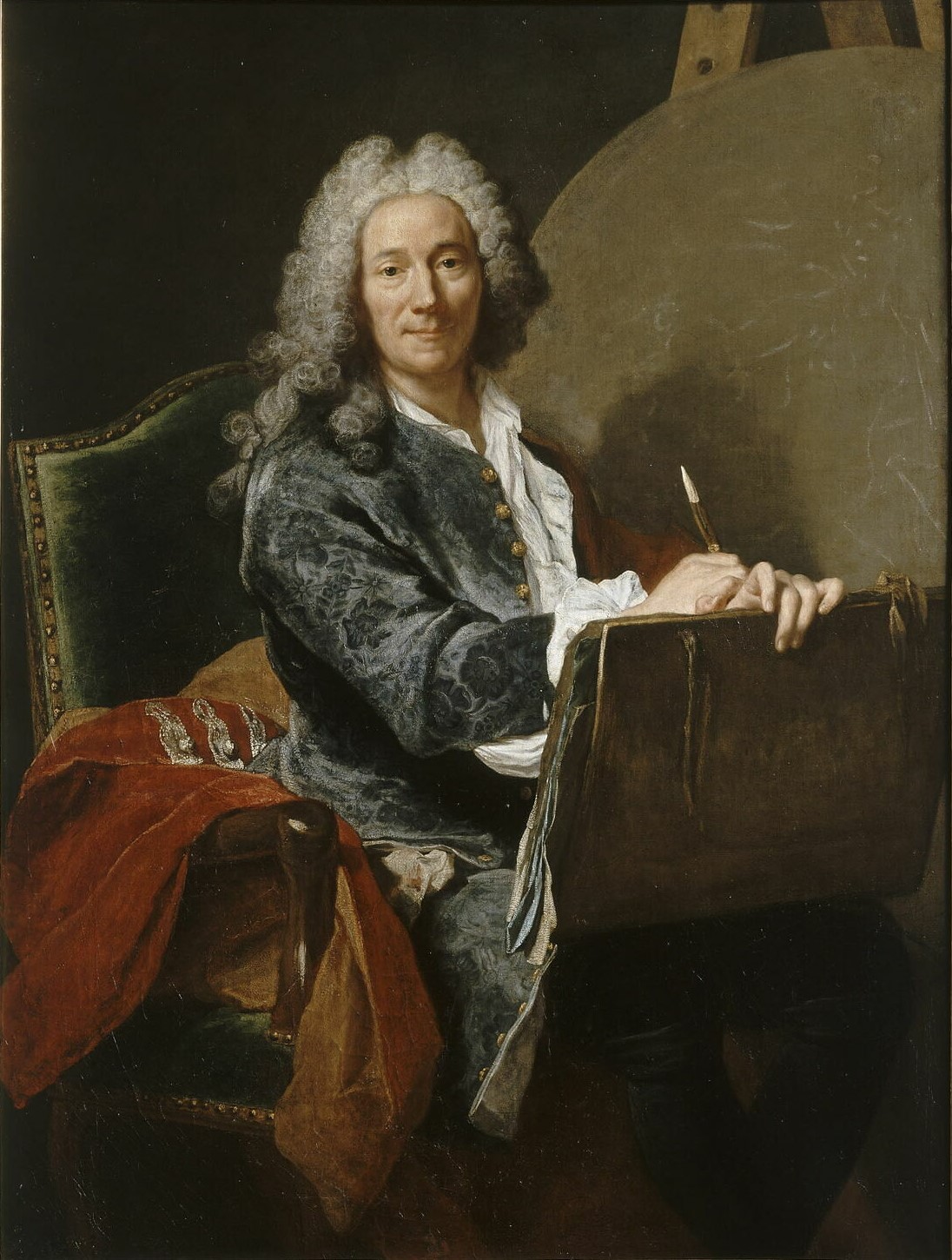
Ritratto di Pierre Jacques Cazes eseguito da Joseph Aved (1734)

Pierre Jacques Cazes,  soprannominato Le Batave (Parigi, 1676 – Parigi, 25 giugno 1754), è stato un pittore, disegnatore e illustratore francese, docente e direttore dell'Académie royale de peinture et de sculpture.

## Biografia

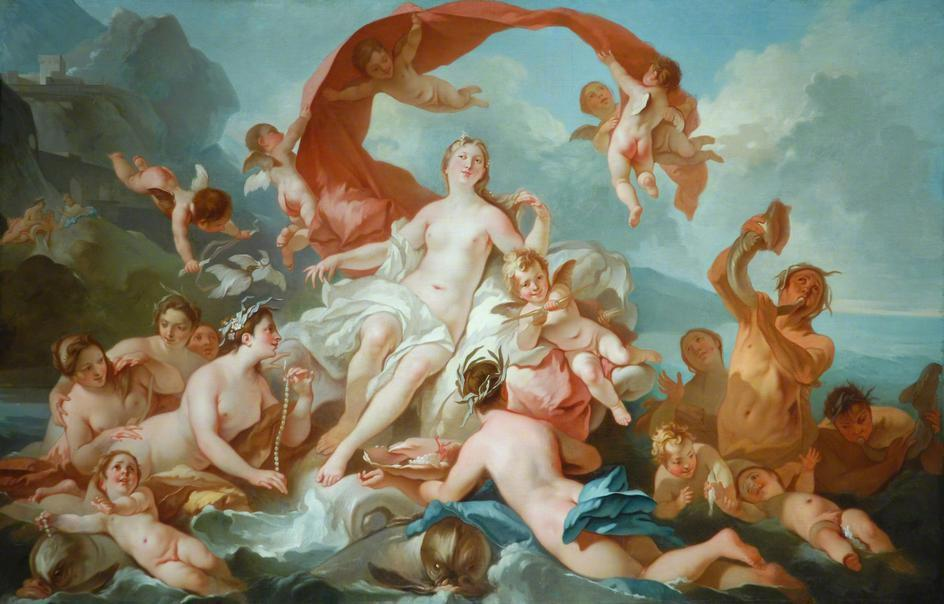
La nascita di Venere

Pierre Jacques apprese le basi della pittura con l'aiuto di Ferou, portiere dell'Académie royale de peinture et de sculpture, che gli faceva copiare i disegni dei professori, su richiesta del padre, che desiderava assecondare i desideri e le inclinazioni del figlio.
In seguito studiò, per tre anni, alla scuola di René-Antoine Houasse e poi, per sei anni, a quella di Bon Boullogne.
Giunto secondo nel 1698, vinse il Prix de Rome nel 1699 con La visione di Giacobbe in Egitto. Non si recò, però, a Roma, ma divenne uno dei più importanti pittori di composizioni religiose su larga scala e storiche di Parigi. Operò inizialmente nella sua città natale e poi a Versailles tra il 1700 ed il 1754. Ammesso all'Académie royale de peinture et de sculpture nel 1703 con il Trionfo di Ercole su Acheloo, nel 1715 ne divenne professore aggiunto, nel 1718 docente, nel 1743 rettore e nel 1744-1747 direttore. Nel 1704 debuttò al Salon con Santa Cecilia. Nel 1720 fu chiamato alla realizzazione della decorazione di un soffitto alla Tuileries, forse la sua prima commissione reale. Nel 1724 collaborò con altri artisti, quali Jean-Baptiste Oudry, Charles-Antoine Coypel, Louis Galloche, Jean Restout II, Ernest Christophe, Henri de Favanne e Jean-François de Troy, alla decorazione dell'Hôtel du Grand Maître a Versailles, con una tela ovale intitolata Bacco e Ariadne. Nel 1727 partecipò al concorso nella galleria dell'Apollo al Louvre con il dipinto il trionfo di Venere. Nel 1747 per una simile competizione, realizzò l'opera Il ratto di Europa, soggetto trattato anche da altri artisti, come François Boucher. Nel 1739 rimase vedovo e non si risposò più.
Rappresento molteplici tipologie di soggetti, tra cui paesaggi, ritratti, soggetti allegorici, mitologici, religiosi, storici e di genere. Eseguì grosse commissioni per la realizzazione di dipinti d'ispirazione religiosa, come ad esempio San Pietro resuscita Tabita (chiesa di Saint-Germain-des-Prés a Parigi), e storica, in stile classico nella tradizione di Charles Le Brun e di Charles de La Fosse, ma con delle ombre nere che ricordano Francesco Solimena, in contrapposizione all'eleganza gradevole delle sue composizioni di soggetto mitologico e di genere. Le sue opere presentano, inoltre, reminiscenze rembrandtiane derivanti dall'apprendistato presso Bon Boullogne.

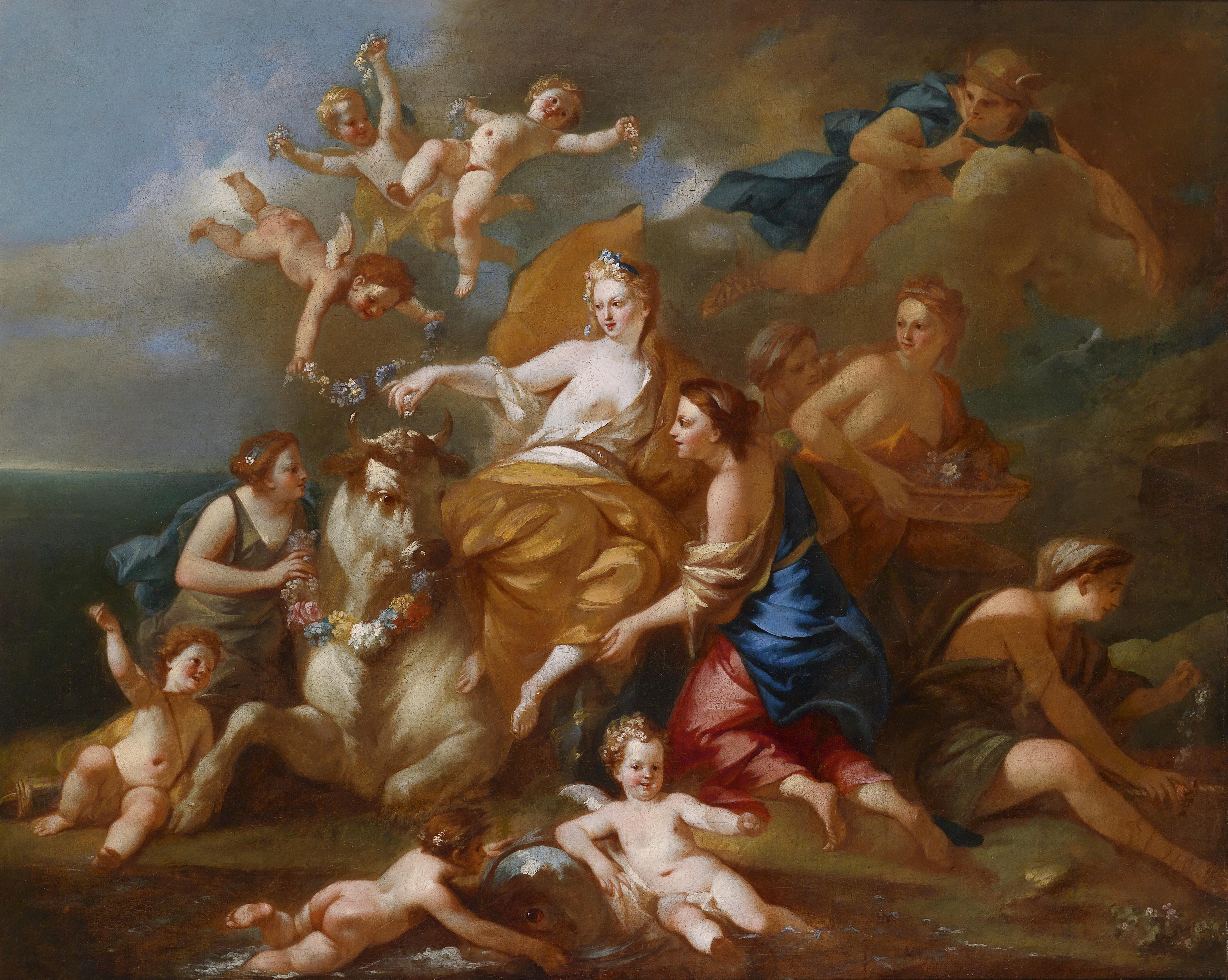
Il ratto di Europa (1747 circa)

Si formarono alla sua scuola Jean-Baptiste-Siméon Chardin, Charles Parrocel, Paul Ponce Antoine Robert e Bernard Joseph Wamps.
Anche il figlio, Jacques-Nicolas Cazes, fu pittore.

## Alcune Opere
- La nascita di Venere
- La toilette di Venere,[5]
- San Pietro resuscita Tabita, chiesa di Saint-Germain-des-Prés, Parigi[6]
- Santa Cecilia[7]
- Venere e Cupido[8]
- Il ratto di Europa, olio su tela, 79 × 98 cm, 1747, Collezione privata[9]
- Bacco e Ariadne[10]
- L'altalena, olio su tela, 97 x 88 cm, 1732, Museo del Louvre, Parigi[11]
- La visione di Giacobbe in Egitto, 1699[2]
- Trionfo di Ercole su Acheloo, 1703[2]